# Gli avventurieri di Plymouth
Gli avventurieri di Plymouth (Plymouth Adventure) è un film del 1952 diretto da Clarence Brown.
Narra le vicende del Mayflower.